# Antoine Édouard Herman
Pour les articles homonymes, voir Herman.
Antoine Édouard Herman, né le 23 avril 1785 à Londres et décédé le 27 août 1864 à Neuilly-sur-Seine, est un haut fonctionnaire français.
Comme son père, il a traversé bien des régimes politiques, commençant sa carrière sous la monarchie, puis la République et, comme son père également, se ralliant à l'Empire. Antoine Édouard Herman a servi les Bourbons comme préfet, puis la monarchie de Juillet au ministère de l'Intérieur. Sous la Deuxième République, il devient secrétaire général de ce ministère de l'intérieur, participant à la  réorganisation de l'administration centrale du ministère, puis rallie le parti bonapartiste et le prince Louis-Napoléon Bonaparte. Il  est nommé conseiller d'État, est mis à contribution sur la rédaction de la Constitution en 1852,  puis devient sénateur sous le Second Empire.

## Parcours
Il est né à Londres. Il est le fils de François-Antoine Herman, ancien émigré revenu en France sous le Consulat, et devenu diplomate sous le Consulat et le Premier Empire. 
Après avoir été sous-préfet de Brest, il est nommé préfet des Landes en juin 1822, par Jacques-Joseph Corbière, ministre du roi Louis XVIII, et reste dans cette fonction un an, jusqu'en janvier 1823. Sous la Seconde Restauration, le préfet est face à des conseils locaux qu'il contrôle et dont il pilote en partie la nomination. Il lui faut contrôler la presse et les mouvements politiques dans le territoire dont il a la charge, et influencer les élections en assurant le succès des candidats du ministère. Il est chargé bien entendu de la bonne administration du département, et la sécurité des concitoyens et de leurs biens. Antoine Édouard Herman est ainsi amené, dans les Landes, en 1822, à prendre des dispositions contre les loups, en demandant aux lieutenants de louveterie « d'organiser les recherches des portées des louves », et en accordant des primes : « des primes pour les loups et les louveteaux étaient fixées à 12 francs pour un loup, 15 f pour une louve, 18 f pour une louve pleine, 6 f pour un louveteau »,.
Il continue ensuite un parcours préfectoral sous les Bourbons qui le conduit dans différents départements :
- Préfet de l'Aisne (8 janvier 1823) ;
- Préfet de l'Indre (22 janvier 1823) ;
- Préfet des Ardennes ( 11 août 1823) ;
- Préfet du Gard (12 novembre 1828).

Après des passages bien rapides dans les préfectures de  Mont-de-Marsan, de Laon et de Châteauroux, il peut faire un travail plus en profondeur dans les deux départements qui suivent. Il assiste le 29 mai 1825 au sacre de Charles X à la cathédrale de Reims. Il reste préfet du Gard jusqu'en 1830,  période pendant laquelle il se lie d'amitié avec François Jaubert de Passa, hydrologue français, qui œuvre de manière remarquable pour une meilleure utilisation de l'eau.
Révoqué après la Révolution de juillet et l'arrivée au pouvoir de Louis-Philippe Ier, roi des Français et non plus roi de France, il reste plusieurs années sans activité. Puis il est réintroduit, grâce à Camille de Montalivet, ministre de l'intérieur, dans l'administration centrale, comme chef de section puis chef de division au ministère de l'Intérieur à Paris, chargé de l'administration générale et départementale. 
Sous la Deuxième République, il endosse un rôle plus politique encore. Il est nommé secrétaire général du ministère de l'Intérieur le 4 juillet 1848.  A ce poste, il apporte un concours décisif aux différents ministres de l'Intérieur, et notamment à Jules Dufaure qui réorganise l'administration centrale du ministère, et promulgue de grands mouvements préfectoraux, les 10 et 12 juillet 1849, les 19 août et 5 septembre 1849. 
Herman, de par le parcours de son père, se rallie naturellement au parti bonapartiste et à Louis-Napoléon Bonaparte, devenu président de la République française. Il devient conseiller d'État de 1849 à 1851, apportant au Conseil d'État son expertise sur l'administration territoriale. Après le coup d'État du 2 décembre 1851, instaurant le Second Empire, il redevient conseiller d'État (de 1852 à 1856). Il est également membre de la Commission consultative chargée de rédiger la Constitution en 1852, preuve de sa proximité avec le pouvoir, puis sénateur  à partir de 1856. Le Sénat est chargé de veiller au maintien et à la révision de la Constitution. Ses membres sont nommés à vie par le pouvoir exécutif. Il reste effectivement sénateur jusqu'à son décès en 1864.

## Décorations
Il a été fait officier de la Légion d'honneur le 29 octobre 1826.

## Œuvres
- Traité d'administration départementale, Imprimerie et librairie administratives de Paul Dupont, 1855 (lire en ligne).